# Cetopsidium minutum
Cetopsidium minutum är en fiskart som först beskrevs av Eigenmann 1912.  Cetopsidium minutum ingår i släktet Cetopsidium och familjen Cetopsidae. Inga underarter finns listade i Catalogue of Life.